# Karl Bauer (schilder)
Karl Konrad Friedrich Bauer (Stuttgart, 7 juli 1868 — München, 6 mei 1942) was een Duits graficus, schilder en schrijver.

## Leven
Karl Bauer groeide op in Stuttgart, waar hij in 1888 na zijn eindexamen een studie aan de Kunstakademie begon, die hij later aan de Akademie der Bildenden Künste München bij Wilhelm von Lindenschmiit voortzette. Tijdens zijn studie reisde Bauer vaak naar Italië en Frankrijk. Hij gaf kinderen van rijke Stuttgarters zoals Mathilde Vollmoeller-Purrmann en Karl Gustav Vollmoeller les om zijn studie te financieren of tekende portretten.

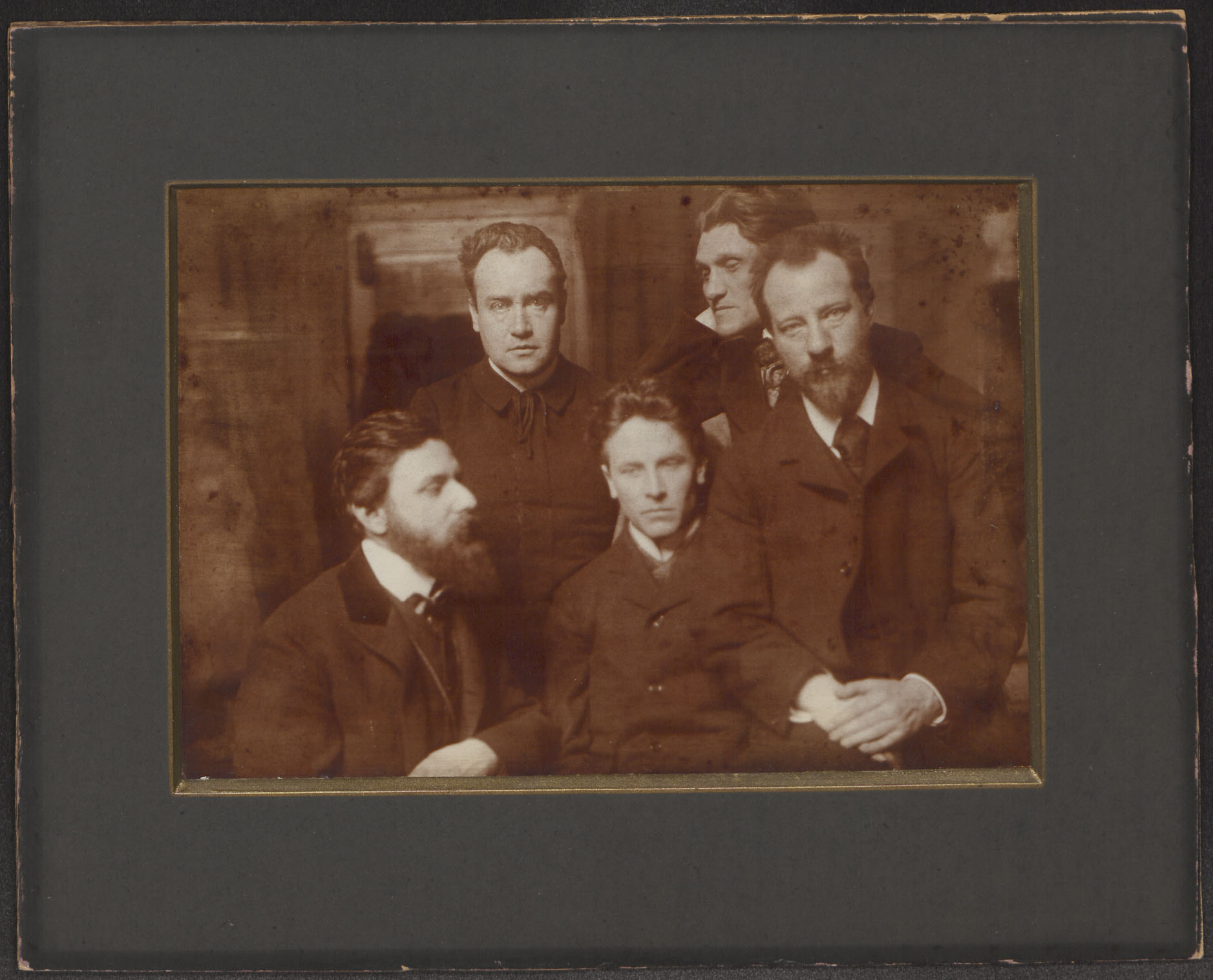
Stefan George, Albert Verwey en 3 vrienden; foto door Karl Bauer (1902)

In 1891 leerde Bauer, die ook gedichten schreef, tijdens een studieverblijf in Venetië Stefan George kennen, van wie hij het beroemde portret maakte. George was zowel van Bauers tekenkunst als van zijn gedichten onder de indruk. Daarom publiceerde hij meerdere malen gedichten van Karl Bauer in de Blätter für die Kunst en nodigde Bauer uit voor bijeenkomsten van zijn kring in München. In 1893 verbleef Bauer in Parijs voor studie. Karl Bauer bracht ook Stefan George in de herfst van 1895 in contact met de jonge dichter Karl Gustav Vollmoeller. Zijn grafisch werk omvat vooral lithografieën, pentekeningen in Oost-Indische inkt en droge naald gravures. Na 1896 vestigde Bauer zich in München waar hij als illustrator o.a. het Buch der Lieder van Heinrich Heine van kostbare tekeningen voorzag. Naast zijn gedichten schreef Bauer talrijke artikelen over geschiedenis, literatuur en religie.
Als schilder specialiseerde hij in Luther-portretten, bijvoorbeeld voor de kerken in Görlitz, Oppenweiler en Helsinki. Naast portretten van beroemde tijdgenoten als George en Vollmoeller, vervaardigde Bauer talrijke portretten van Goethe en Schiller.
- In 1930 verhuisde hij terug van München naar Stuttgart waar hij boven de stad in Sillenbuch leefde en werkte.
- In 1932 nam hij voor een keer deel aan de 7de Stuttgarter Sezession met het portret van zijn zuster. Hij nam ook deel aan de tentoonstelling Juryfreie Künstlervereinigung Stuttgart.
- In 1938 werd hem de Goethe-Medaille für Kunst und Wissenschaft verleend.
- In 1942 stierf hij tijdens een bezoek aan München.

## Tekening
- 1919: Portrait der Schriftstellerin Ricarda Huch (1864-1947), Lithografie